# 上海スーパーエクスプレス
上海スーパーエクスプレス株式会社（シャンハイスーパーエクスプレス、英: Shanghai Super Express Co.,Ltd.）は、東京都千代田区に本社を置いていた海運会社。国際貨物船の運航を行い、上海港との間に定期便があったが、2015年12月23日便で運航を終了した。

## 輸送形態
輸入の場合、毎週火曜日と金曜日の未明に上海市を出港し、約28時間かけて翌日の早朝に博多港に到着する。博多到着後は顧客の手によって荷物を運ぶことになっているが、トラック会社を手配しての代行運送も可能である。
輸出の場合、毎週水曜日の午前と土曜日の夕方に博多港を出港し、水曜日出港のときは木曜日の午後に、土曜日出港のときは月曜日の午後に上海に到着する。

## 代理店一覧
- 日本通運株式会社 福岡海運支店

福岡県福岡市東区香椎浜3-13
- CHINA MARITIME SHIPPING AGENCY (SINOAGENT)
- 上海国際物流有限公司